# 戴维·亨特
戴维·亨特（英語：David Hunt，1934年5月22日—），英国前男子帆船运动员。他曾代表英国参加1972年和1976年夏季奥林匹克运动会帆船比赛，其中1972年奥运会获得一枚银牌。